# Hans Brøchner
Hans Brøchner, né le 30 mai 1820, mort le 17 décembre 1875, est un philosophe danois.